# Zijkanaal D
Le Zijkanaal D est un canal néerlandais de la Hollande-Septentrionale. C'est une branche qui part du Canal de la Mer du Nord et qui le relie au Nauernasche Vaart à Nauerna. 